# 新屋區農會倉庫
新屋區農會倉庫是位於台灣桃園市新屋區的歷史建築，現被列為桃園市文化資產，由七棟建築構成。建築群建於台灣日治時代，主要作為碾米機房及稻穀倉庫使用，建築以磚牆建造，牆壁以黃土泥漿混合谷穀粉刷或以水泥砂漿粉刷，並標上規呎方便檢測稻穀存量，使用木架構造的樑柱以榫接懸吊構築則為一大特色。現七座建物規劃為不同用途。

## 現況
目前建物由前客委會主委羅文嘉於2004年召集農委會、農糧署、桃園縣政府等相關單位，研議修復保存再利用，2006年11月完成歷史建築群外觀修復工程，又於2007年由客委會、桃園縣政府以舊穀倉展示空間利用計畫工程，在內部修建稻米博物館。

### 館內設施

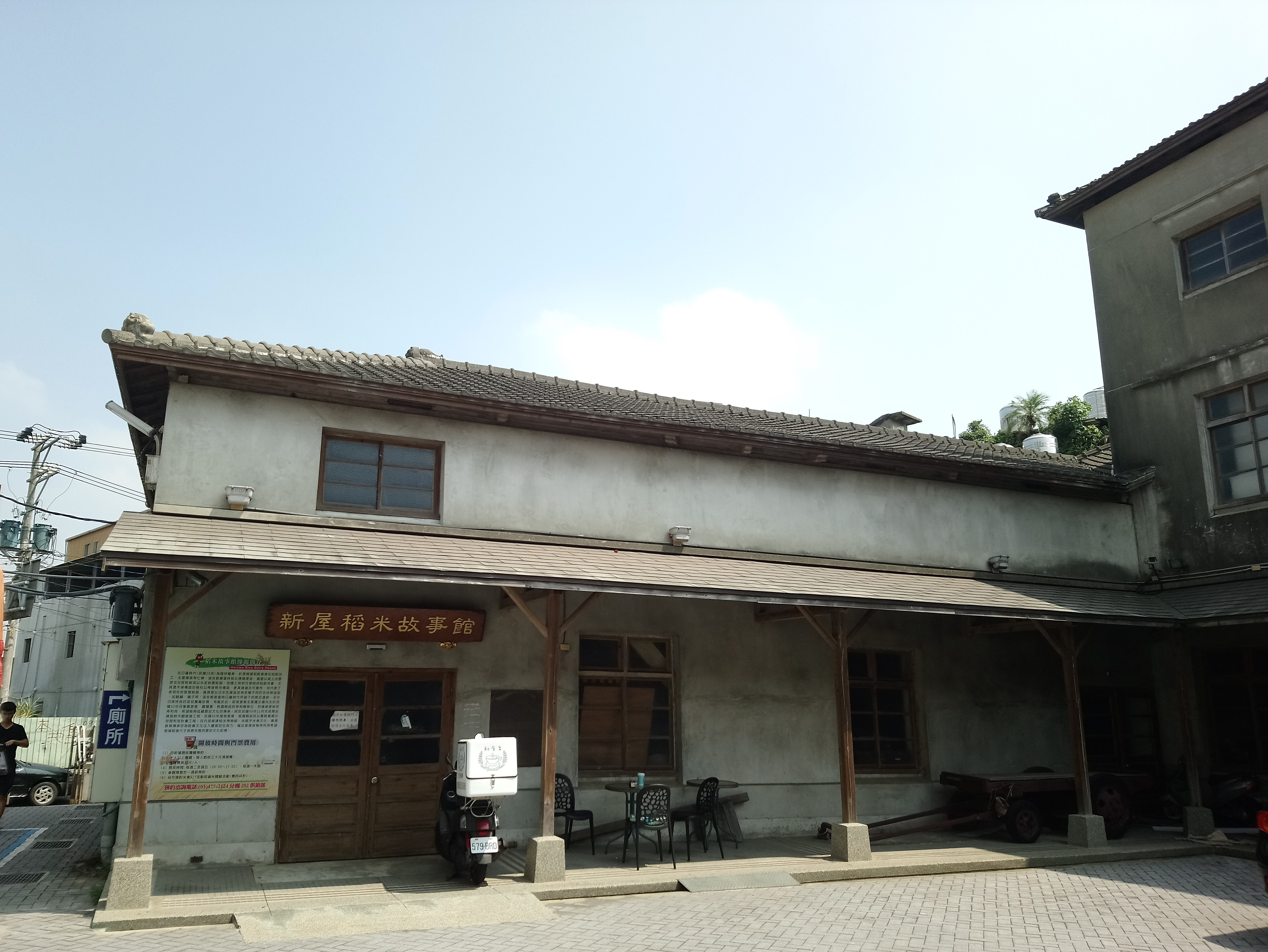
新屋稻米故事館

- A館-農會生鮮超市

- B館-全國農產精品展售館

- C館-稻米故事館

- D館-百年碾米機館

- E館-米食天地館

- G館-田媽媽米點烘焙坊